# Municipio de Chikaming
El municipio de Chikaming (en inglés: Chikaming Township) es un municipio ubicado en el condado de Berrien en el estado estadounidense de Míchigan. En el año 2010 tenía una población de 3100 habitantes y una densidad poblacional de 54,11 personas por km².

## Geografía
El municipio de Chikaming se encuentra ubicado en las coordenadas 41°51′15″N 86°37′6″O / 41.85417, -86.61833. Según la Oficina del Censo de los Estados Unidos, el municipio tiene una superficie total de 57.29 km², de la cual 56,82 km² corresponden a tierra firme y (0,83 %) 0,47 km² es agua.

## Demografía
Según el censo de 2010, había 3100 personas residiendo en el municipio de Chikaming. La densidad de población era de 54,11 hab./km². De los 3100 habitantes, el municipio de Chikaming estaba compuesto por el 95,06 % blancos, el 2,06 % eran afroamericanos, el 0,45 % eran amerindios, el 0,68 % eran asiáticos, el 0,39 % eran de otras razas y el 1,35 % eran de una mezcla de razas. Del total de la población el 1,87 % eran hispanos o latinos de cualquier raza.